# 張聖聽
張聖聽（？—17世紀），字念爾，號無聲、瞿仙，福建泉州府惠安縣人，明朝、南明政治人物。

## 生平
張聖聽是正德十二年進士、太子少保張岳的曾孫，為生員時曾被陳玉輝賞識，稱他定必中進士。他為人磊落，曾在花城寺題詩；何喬遠看到後告訴他的兄長，說：「讀他的詩句就像進入了唐朝人的房間。」學使王瀠主考泉州科試，非常讚賞他的文章，比擬為孫鑛，與吳韓起齊名。
崇禎九年（1636年）張聖聽中丙子科第十八名舉人，次年（1637年）聯捷進士，獲授吏部觀政，到隆武年間擔任文選司郎中，後事不詳。

## 家族
曾祖张岳，正德十二年丁丑科進士，都察院右都御史；祖张宓，中宪大夫、庆远知府、祀名宦；嗣父张遂，监生；生父张述，庠生。

## 引用
1. 1 2  錢海岳《南明史·卷四十三·列傳第十九》：（隆武）時吏部司官：……張聖聰【聽】，惠安人。崇禎十年進士。文選郎中。
2. ↑  雍正《惠安縣志·卷二十二·選舉》：張聖聽 岳曾孫，聯捷進士，（崇禎）九年丙子蔡高標榜
3. ↑  《崇祯十年丁丑科进士三代履历》：张圣听，曾祖岳，都察院右都御史总督七省督学三省正学士丰功名臣，□海内六立特祠；祖宓，中宪大夫庆远知府祀名宦；嗣父遂，监生；生父述，庠生。念尔，诗三房，丙辰二月十三日生，惠安县人，丙子十八名，会四十八名，三甲一百二十一名，吏部观政。
4. ↑  雍正《惠安縣志·卷二十六·文苑》：張聖聽，字念爾，號無聲，又號瞿仙，少保岳曾孫，崇正丙子丁丑聯捷。為諸生時與陳荊碧 玉輝 搆忿，荊碧見其文大奇之，曰：「此子後來名進士也！」為人磊落不羈，嘗題詩花城寺；何鏡山乘夜觀之，告聖聽兄，若曰：「念爾詩入唐人之室矣。」學使王帶如 瀠 按泉科試，得其文大為擊節，置之案首，比諸孫月峯 鑛 文，與吳青嶽齊名。